# Guébling
Guébling (Duits: Geblingen) is een gemeente in het Franse departement Moselle (regio Grand Est) en telt 145 inwoners (1999).
De gemeente maakt deel uit van het arrondissement Château-Salins en sinds 22 maart 2015 van het kanton Le Saulnois, toen het kanton Dieuze, waar de gemeenten daarvoor onder viel, erin opging.

## Geografie
De oppervlakte van Guébling bedraagt 6,7 km², de bevolkingsdichtheid is 21,6 inwoners per km².
De onderstaande kaart toont de ligging van Guébling met de belangrijkste infrastructuur en aangrenzende gemeenten.

## Demografie
Onderstaande figuur toont het verloop van het inwonertal (bron: INSEE-tellingen).